# De fem apelsinkärnorna
De fem apelsinkärnorna, i original The Five Orange Pips, är en novell av den skotske författaren Sir Arthur Conan Doyle i hans serie berättelser om detektiven Sherlock Holmes. Novellen publicerades ursprungligen i Strand Magazine.
De fem apelsinkärnorna var en av Doyles egna personliga favoriter och han rankade den som den sjunde bästa bland sina Holmesnoveller.
Novellen finns med i novellsamlingen The Adventures of Sherlock Holmes och är en av två noveller i vilken där Holmes klient mördas. Den andra är De dansande figurerna.

## Handling
En ung gentleman, John Openshaw, berättar en underlig historia för Sherlock Holmes. 1869 kom hans farbror Elias tillbaka till England och slog sig ned på ett gods i västra Sussex efter att ha tillbringat flera år i USA. 
Elias Openshaw levde ensam och lät sin brorson bo hos honom. John fick gå vart han ville förutom till ett ständigt låst rum. En dag anlände ett brev från Indien. Tre bokstäver "K.K.K." fanns i kuvertet tillsammans med fem apelsinkärnor.
Fler underligheter följde och Elias Openshaw började bete sig allt mer märkligt. Någon månad senare hittades han död. John Openshaw ärvde godset. Men när han själv mottog ett likadant brev med fem apelsinkärnor väljer han att vända sig till Holmes. 
John Openshaw följer emellertid inte de råd Sherlock Holmes ger honom och han mördas liksom sin farbror. Bakom morden ligger organisationen Ku Klux Klan.